# 做工的人 (電視劇)
《做工的人》（英語：Workers，白話字：Chò-kang ê Lâng，臺羅：Tsò-kang ê Lâng，方音符號：ㄗㄜ˪ ㄍㄤ ㆤˊ ㄌㄤˊ）是2020年的台灣電視劇集，改編自作家林立青的散文集《做工的人》。由鄭芬芬執導，李銘順、柯叔元、游安順、苗可麗、薛仕凌、曾珮瑜主演，是台灣首部在大型工地實景拍攝的電視劇集。全劇共六集，在2020年5月10日起播出。
《做工的人》播出後受到觀眾的歡迎，MyVideo影音播放平台上的全劇觀看次數超過百萬次，達該平台2020年上半年度戲劇類冠軍。電影版於2023年3月31日上映，講述11年前主要角色認識故事。

## 播出時間
| 中華民國 TVBS歡樂台 每週日 22:00 - 00:00   | 中華民國 TVBS歡樂台 每週日 22:00 - 00:00    | 中華民國 TVBS歡樂台 每週日 22:00 - 00:00 |
| ------------------------------------------ | ------------------------------------------- | ---------------------------------------- |
|                                            | 做工的人 （2021年6月6日－2021年7月4日）     |                                          |
| 火神的眼淚 （2021年5月2日－2021年5月30日） | 用九柑仔店 （2021年7月11日－2021年8月29日） |                                          |

## 製作

### 改編
《做工的人》是台灣的工地工程師兼作家林立青撰寫的散文集，在2017年付梓，同年，大慕影藝著手將《做工的人》改編為電視劇集，這是大慕影藝繼《我們與惡的距離》後的大型作品，這部作品原先預定為大慕影藝的首部作品，但因改編過程較長，便先拍攝《我們與惡的距離》。《做工的人》是大慕影藝與凱擘影藝、台灣大哥大及華研國際音樂聯合出品，由林昱伶擔任製作人及出品人，鄭芬芬執導、林君陽攝影。總製作費約新台幣3500萬元，包括中華民國文化部「108年度超高畫質電視節目製作案」補助的新台幣1600萬元。對於作品被改編為電視劇，林立青表示非常開心，也希望戲劇能引出觀眾的同理心，他完全不干涉劇本創作，對於劇本成品也沒有太多意見。林立青也表示，若劇組希望自己在片中軋上一角，即使自己飾演的是收取回扣或毆打外勞的反派也不介意，只要勞工的處境能被社會大眾看見即可，而他之後在劇中客串監工。
林昱伶表示《做工的人》裡的角色非常吸引自己，而戲劇也會著重描寫人物的情感，因為人情味才是普世價值。她認為《做工的人》是很好的改編素材，但台灣戲劇過去少有相關題材，因此挑戰性很高，由於階級議題敏感，編劇過程也不順利，因為許多編劇擔心自己的觀點和位置會受到批判或挑戰。導演鄭芬芬長年在中國大陸工作，每次返台都會與老友敘舊。她在看過《做工的人》後，非常喜歡裡面的〈走水路〉並起了改編念頭，並在與多年好友林昱伶一起喝酒時提到此事，並表示自己想買版權，林昱伶笑稱版權在自己手中。由於原著為散文，便選擇〈走水路〉作為故事基底，以該篇文章中的鐵工兄弟為出發點。在田野調查階段，鄭芬芬花費兩年時間往返工地，觀察工人和檳榔西施的生活情況，也蒐集了世界各國有關工人的資料。她認為《做工的人》的主題在於小人物的普遍精神，因此從鐵工兄弟這對主角開始向外延伸，例如板模工、很具象徵意義的怪手及工地附近的便利商店。電視劇故事主線是「發財」，因為鄭芬芬認為，小人物多半沒有遠大的夢想，最關心的莫過於衣食無憂，以及自己最重視的人是否能過上好日子。

### 拍攝
《做工的人》的拍攝為期55天，其中在工地實地取景的時間為20天。鄭芬芬堅持要以大型工地為背景，因為工地結構的視覺效果漂亮、意象也好，但因為無法耗資建造一個拍攝用的工地場景，而大型工地並不易尋，工地又十分危險，劇組在尋找取景地時屢屢受阻，最後花了近兩個月，才在台南找到一處29層的鋼骨鋼筋混凝土結構工地，建設公司的董事長也豪爽答應出借。劇組在前置期便接受勞工安全課程，演員則各自接受相關訓練。由於不能干擾工地現場的實際作業，或使建築工程進度延宕，劇組多半在工人上工前和下工後拍攝，而收音、攝影和機位安排等問題也都有一定難度，由於拍攝現場有許多環節涉及工程專業，工地主任也額外請人協助製片組的作業。
在拍攝前，林立青帶著劇組到各地的工地見習，讓劇組理解並熟悉工地的規矩和師傅的行話。在拍攝期間，鄭芬芬每天上工前都會拜拜以求平安，並時刻緊盯所有人是否做好安全措施，而李銘順等主要演員也都表示在工地拍戲十分危險，難度也很高，再加上滿地都是鐵條、鐵釘，休息時間也不好隨意席地而坐。雖然如此，苗可麗卻也認為這樣的環境有助於演員入戲。
《做工的人》從田野調查到劇本完成約費時一年半，前置期兩個月、拍攝期兩個月，於2019年4月22日殺青，並於次日召開殺青暨卡司發布記者會，之後花了半年進行後製。

### 演員
李銘順和柯叔元在劇中飾演一對鐵工兄弟，李銘順飾演哥哥阿祈，柯叔元飾演弟弟阿欽。由於這兩個角色必須要呈現出強烈的兄弟情誼，因此雖然鄭芬芬很早就選定讓柯叔元飾演阿欽，但她遲遲無法定奪該由誰飾演阿祈，最後林昱伶建議她可以考慮李銘順，鄭芬芬立刻感覺到他是好人選。李銘順起初認為自己演不來，因此不敢接演該劇，但又覺得角色吸引人，參與並結束拍攝後，他認為能演出這部片是一生一次的難得機會。他刻意為戲增胖十公斤，並表示自己在拍攝期間完全投入在工人的環境中，李銘順出道前做過六年散工，對融入角色有很大幫助。這也是他演出的首部台語電視劇，他為戲花三個月時間苦練台語，戴耳機反覆練習。由於阿祈長期從事電銲工作，罹患電光性眼炎，因此劇組特地訂製隱形眼鏡讓李銘順配戴，呈現受傷的紅眼狀態。阿欽因為長期吸毒而有暈眩、幻聽和幻覺，在演出過程中，除了柯叔元以演技表現外，劇組也透過燈光、化妝等方式呈現出阿欽這名角色令人鼻酸的歷程。此外，為了和柯叔元培養兄弟情誼，李銘順和他常在閒暇之餘相約去打高爾夫球。
游安順與苗可麗飾演板模工夫妻昌哥和昌嫂，他們是第一組敲定的演員。苗可麗原本因為舞台劇檔期，一度想回絕拍攝邀約，但在看完劇本後認為這部作品能替小人物發聲，是能帶給社會影響力的作品，並認為這是身為藝人的任務，便答應演出。導演鄭芬芬表示，昌嫂是工地中的重要風景，而苗可麗是最佳人選。在拍攝過程中，苗可麗曾試圖噴香水蓋過汗臭，但後來體認到自己若想演好工人，就必須進入狀態，便不再用香水。
薛仕凌飾演駕駛挖土機的司機阿全，與過去的偶像形象大相逕庭。薛仕凌是原著的書迷，也積極爭取演出機會，但拿到劇本後卻發現與自己想像的風格差異甚大，甚至像賀歲片，並感到十分荒謬，在加入拍攝一段時間後，他才體會到製作團隊的用意。為詮釋劇中角色，薛仕凌時常嚼檳榔，還曾嚼到口腔黏膜乾掉，他也對於操控吊車、挖土機等大型機具感到膽戰心驚，並因此理解為何重機具的駕駛都會藉著吃檳榔提神。鄭芬芬指出，阿全是自己最喜歡的角色，角色原型是田野調查過程中認識的司機，薛仕凌本身就很有該角色具有的魅力，而在上過技術訓練課程後，他更是浸淫在氛圍之中。
曾珮瑜飾演阿祈的妻子美鳳。曾珮瑜表示自己身邊不乏像美鳳一樣的傳統女性，因此自己很希望飾演這種情緒飽滿的立體角色。曾敬驊飾演阿祈和美鳳的兒子小傑，家中經營早餐店的曾敬驊表示，因為早餐店常有工人光顧，所以自己對工人也不算陌生。
孟耿如飾演檳榔西施露露，鄭芬芬認為這能帶給觀眾新奇感，而在造型設計方面，則特別塑造出趨於夢幻的感覺，以顯現出「落入凡間的女神」形象。孟耿如透露自己小學時曾遭工地的工人性騷擾，因此對工人感到害怕，也曾對檳榔西施投以異樣眼光，而在懂事後，已經對此改觀，而在演完戲後對檳榔西施更加認同。此外，孟耿如不諳台語，台詞是向好友顏毓麟討教，請他錄音教學後才練成。
方宥心飾演從事一樓一鳳的性工作者珍妮花，在劇中與阿欽有許多親密互動，這是她首度飾演性工作者，也是她從影以來尺度最大的挑戰，但方宥心表示互動過程並不會讓人感到血脈賁張，而是苦澀與辛酸。項婕如飾演珍妮花的女兒小玉，她為此到台北萬華三水街一帶的茶室觀察性工作者的工作模式，並試著想像在那些搔首弄姿的女子之中，有一位是自己的媽媽。
歌手周蕙演出遭受家暴的工人珮珮，珮珮擁有歌唱天賦，經常在工地唱歌。這個角色一方面是製作方之一的華研音樂在跨界合作下，以音樂置入戲劇的成果，另一方面是要顯現出社會底層人民不受人重視的才華。
劇中主角群飼養了一隻鱷魚，起因於鄭芬芬偶然看到一則在工地裡發現鱷魚的新聞報導，且鄭芬芬認為鱷魚生猛的野性類似台灣人對夢想緊咬不放的個性，便將鱷魚寫入故事中。為保護鱷魚安全，劇組耗費新台幣22萬打造假鱷魚作為替身。對於加入鱷魚這個點子，林立青起初認為有點不太貼切，但大型工地的工地主任表示這樣的情節並不會太誇張。

### 電影版（演員）
- 以下為電影版客串演員
- 網紅許廷瑞飾演板模包商昌哥的弟弟
- 網紅草爺飾演房屋仲介業務員
- 網紅RJ飾演與阿全租同一間房的租客
- 網紅阿仔師飾演幫奶奶檢查鐵皮屋水管的師傅
- 天心飾演詐騙律師
- 炎亞綸飾演電視節目「幸運到我家」主持人
- 草屯囝仔飾演怪手駕駛阿全的8+9朋友
- 彭政閔飾演棒球教練

### 行銷
《做工的人》主視覺海報由設計師莊秀媛操刀，她採用紅磚色作為海報主色系，並以「紅色熱流」概念呼應角色所展現出的熱情。李銘順認為海報表現出了勵志的感覺，成功詮釋不認輸的做工精神。
美妝科技廠玩美移動旗下的相片修圖軟體「玩美相機」和該劇的聯合出品方之一台灣大哥大，在2020年5月6日推出《做工的人》聯名活動，包括兩款相片主題框及六款手繪貼圖。

### 音樂
《做工的人》是大慕影藝繼《我們與惡的距離》後，再度與華研音樂合作推出的作品。雙方在尚未有影像素材前便開始密切溝通，選定扣緊主題的音樂，除了片頭曲和片尾曲，其它音樂都是由MUSDM團隊針對特定主題打造。原聲帶配合戲劇播出分段上架，2020年5月11日先上前半，同月25日上後半，6月中旬推出實體版。
| 曲別               | 歌名           | 演唱者    | 作詞              | 作曲      |
| 片尾曲 （第1-3集） | 你的世界       | 王耀楊    | 王耀楊／施人誠    | 王耀楊    |
| 片尾曲 （第4-6集） | 永遠不再       | 動力火車  | 楊子樸／施人誠    | 楊子樸    |
| 插曲               | 到底還要等多久 | Karencici | Karencici／施人誠 | Karencici |
| 插曲               | 老爸的詩       | 顏志琳    | 尚藝／施人誠      | 尚藝      |
| 插曲               | 值得被珍惜     | 周蕙      | 施人誠            | 楊子樸    |
| 插曲               | 做事人         | 美秀集團  | 冠佑              | 冠佑      |
| 插曲               | 打鐵           | 玖壹壹    | 廖建至            | 陳皓宇    |
| 插曲               | 姐姐           | 謝金燕    | 謝金燕／球球      | 謝金燕    |

## 播出
《做工的人》首支前導預告片於2019年10月6日公開，公開後12小時已達10萬人次點閱。同年11月29日推出第二支前導預告片。2020年4月14日推出正式預告。
作為第42屆金穗獎影展的閉幕片，《做工的人》的前兩集於2020年3月29日在該影展首映；同年5月7日舉行首播記者會，並仿造竣工傳統，舉行上梁儀式祈求收視大吉。
《做工的人》於2020年5月10日起在HBO頻道首播，播出兩集，之後一週播出一集，HBO Go同步播出。該劇於晚間10點則在MyVideo上線。6月7日播出第六集完結篇，並公開結局之後的劇情發展。

## 故事大綱
出身鐵工家庭的中年鐵工阿祈（李銘順飾）、板模包商昌哥（游安順飾）、怪手駕駛阿全（薛仕凌飾）是工地裡的「噗嚨共」三人組，三人成天懷抱著各種各樣發財夢，但卻都弄巧成拙。阿祈曾賣過保健食品、投資夾娃娃機，全都失敗收場，因此和妻子美鳳（曾珮瑜飾）屢起爭執。昌哥和妻子昌嫂（苗可麗飾）、女兒如蕙（林葦妮飾）一家三口生活和樂，只是住處受到社區自主更新影響，被迫搬家。沒有房子住的阿全以車為家，一直夢想能與從事檳榔西施的「女神」露露（孟耿如飾）交往，但他屢逢衰事、賺少賠多，也沒能達成願望。阿祈的弟弟阿欽（柯叔元飾）年輕時因為鐵工家庭背景而失戀，之後便自甘墮落，直到才浪子回頭並和哥哥一起從事鐵工。他暗中吸食毒品，藉此獲得更充沛的精力，拚命工作攢錢，長年資助哥哥家中的經濟，最終賠上自己健康。他雖然擁有精湛的技術，但沉默寡言，不善交友，在工地屢屢與人起衝突，而在毒癮發作後，狀況更為嚴重。
一日，工地發生坍塌意外，讓承包商蜆仔（鄭志偉飾）重傷送醫，由於三人手頭都很緊，昌嫂便先墊了醫藥費。阿祈在四面佛寺旁用餐時靈機一動，想買神像、開宮廟後收香油錢，他邀朋友和弟弟阿欽（柯叔元飾）入股，並找到一位泰國高僧願意出售佛像，但是他卻遭到詐騙。損失慘重的他們並未氣餒，在工地抓到並買下一隻小鱷魚，想養大後做成鱷魚皮包，豈料鱷魚意外摔死。他們還買樂透、做資源回收、拿挖到的甕上直播節目鑑價，阿祈甚至將臥病老父留下的土地也抵押了，卻都無法讓他們發大財。
阿祈和阿欽兄弟倆的父親逝世之後，阿祈的兒子小傑（曾敬驊飾）中了發票特獎，新台幣兩百萬元，這對家中並不寬裕的經濟可謂不小的幫助，但阿祈想到在蜆仔逝世之後，他的遺孀必須一面躲債、一面照護有唐氏症的兒子，阿祈便暗中將發票給了蜆仔的妻子，再謊稱自己弄丟發票，因此與妻子大吵一架。
因長年的鐵工生涯，阿祈的兩眼昏花、行動不便，體力也逐漸無法負荷。某日，他在修繕鐵皮屋時不慎失足墜樓，送醫後得知自己已經中風。阿祈發現自己步上父親的餘生，他知道久病只會危害妻兒，而自己唯有死，才能不拖累他們。早已發現阿欽吸毒的阿祈，哭著要阿欽給自己打一針。阿欽失去了對生命的盼望，他在送哥哥上路後，也為自己準備了一針。
在兩人死後，美鳳才得知丈夫拿兩百萬資助蜆仔老婆的義舉，並感到後悔不已。之後，小傑開設了一間「祈欽鐵工廠」，與前來探望的女友小玉（項婕如飾）相視而笑。

## 迴響
《做工的人》首播後即創佳績，成為熱門話題，也帶動觀看平台myVideo的網站流量及用戶成長，劇中主角群飼養的鱷魚尤其受到關注。許多觀眾表示，雖然這部戲看似喜劇，但越看越覺得辛酸與悲哀。全劇觀看次數超過百萬次，為MyVideo在2020年上半年度戲劇類冠軍。
原作者林立青在看過試片後，認為電視劇「用喜劇去包含現實社會中其實存在的更大悲劇」，並指出批判力道十分強烈。影評人雀雀認為這部戲劇敘述了「探索英雄的旅程」，她指出真實世界裡沒有多少人能遇到超級英雄，卻經常與劇中主角這樣的無名英雄擦身而過。她也讚許該劇將不小的篇幅放在描述女性處境上，並表現出無論性別、同樣處於社會弱勢或苦境的統一關注。影評人馬欣認為《做工的人》描寫了生活中的磨損與疲倦，這在台劇中較為少見。
對於是否製作第二季，林昱伶表示尚未定案。鄭芬芬則表示想過要拍電影版作為前傳，描述「噗嚨共」三人組如何相識並成為好友的過程。

## 分集
| 集數 | 標題                 | 分集大綱                                                                 | 首播日期      | 收視率 |
| ---- | -------------------- | ------------------------------------------------------------------------ | ------------- | ------ |
| 1    | 神明之前，人人平等   | 工人蜆仔因工地事故受傷，卻苦無醫藥費。其他工人們做著發財夢。             | 2020年5月10日 | 0.78   |
| 2    | 緊咬不放的鱷魚精神   | 工人們想靠賣鱷魚名牌包賺大錢，再次失敗。                                 | 2020年5月10日 | 1.09   |
| 3    | 錢就是我的醫生       | 阿祈的身體狀況愈來愈差。阿欽憶起失敗的往日戀情。                         | 2020年5月17日 | 0.83   |
| 4    | 艱苦人疼惜艱苦人     | 阿祈阿欽兩兄弟的父親逝世。工地主任扣住蜆仔的尾款和機具。                 | 2020年5月24日 | 0.94   |
| 5    | 人的夢想是不會結束的 | 蜆仔終因敗血症病逝，阿祈將兒子小傑中獎的兩百萬元，拿給蜆仔遺孀。         | 2020年5月31日 | 1.04   |
| 6    | 諸神隱滅，基督未顯   | 阿祈中風，為不拖累妻兒決定結束生命。阿欽在為阿祈施打毒針後，也選擇自殺。 | 2020年6月7日  | 1.32   |

## 拍攝場景

### 新北市
- 三重區 萊爾富北縣重富店：珍妮花的女兒小玉打工的便利商店
- 蘆洲區 延平派出所

### 臺南市
- 中西區 湖美帝璟：主角工作的工地（拍攝時在興建中）

### 台中市
- 電影版場景，水湳會展中心新建案(拍攝時正在興建中)

## 獎項紀錄
| 年度   | 大獎                  | 獎項                                   | 入圍者         | 結果 | 參            |
| ------ | --------------------- | -------------------------------------- | -------------- | ---- | ------------- |
| 2020年 | 第3屆亞洲影藝創意大獎 | 最佳串流／OTT原創節目獎                | 《做工的人》   | 獲獎 | [ 48 ]        |
| 2020年 | 第1屆內容亞洲大獎     | 最佳劇情類劇集／電視電影－當地亞洲市場 | 《做工的人》   | 提名 | [ 49 ]        |
| 2020年 | 第1屆內容亞洲大獎     | 最佳電視節目男主角                     | 李銘順         | 提名 | [ 49 ]        |
| 2021年 | 第56屆金鐘獎          | 迷你劇集獎                             | 《做工的人》   | 獲獎 | [ 50 ] [ 51 ] |
| 2021年 | 第56屆金鐘獎          | 迷你劇集／電視電影導演獎               | 鄭芬芬         | 獲獎 | [ 50 ] [ 51 ] |
| 2021年 | 第56屆金鐘獎          | 迷你劇集／電視電影編劇獎               | 鄭芬芬、洪茲盈 | 提名 | [ 50 ] [ 51 ] |
| 2021年 | 第56屆金鐘獎          | 迷你劇集／電視電影男主角獎             | 李銘順         | 獲獎 | [ 50 ] [ 51 ] |
| 2021年 | 第56屆金鐘獎          | 迷你劇集／電視電影女主角獎             | 苗可麗         | 提名 | [ 50 ] [ 51 ] |
| 2021年 | 第56屆金鐘獎          | 迷你劇集／電視電影男配角獎             | 游安順         | 提名 | [ 50 ] [ 51 ] |
| 2021年 | 第56屆金鐘獎          | 迷你劇集／電視電影男配角獎             | 薛仕凌         | 獲獎 | [ 50 ] [ 51 ] |
| 2021年 | 第56屆金鐘獎          | 迷你劇集／電視電影女配角獎             | 方宥心         | 提名 | [ 50 ] [ 51 ] |
| 2021年 | 第56屆金鐘獎          | 戲劇類節目剪輯獎                       | 李俊宏         | 提名 | [ 50 ] [ 51 ] |

## 衍生作品
2020年6月，《做工的人》電視劇改編為桌上遊戲，由桌遊出版團隊迷走工作坊與華研國際音樂、大慕影藝共同合作開發，是首次結合台劇的合作桌遊。桌遊以劇中人物為核心，轉譯戲劇的橋段，機運的遊戲機制緊扣劇中情節，不同的選擇迎來平行的開放式結局。《做工的人》桌遊由桌遊設計師陳智帆操刀，《台北大空襲》作者鄧傑民擔任編輯，Paula Hsu art 擔綱插畫，美術由曾操刀國慶活動主視覺的賴柏燁設計，作者林立青在試玩後也感受極深，給出許多回饋。
《做工的人（電影版)》，場景搬至台中市水湳新建案「台中會展中心」拍攝，在2023年3月31日上映，電視劇原班人馬搬上大螢幕。截至2023年7月23日，做工的人電影版於台灣地區電影院票房收入約為新台幣 39,521,360 元。

### 電影版爭議
- 台中水湳會展中心是2022年至2023年的新建案，電影片段中有一幕是阿祈（李銘順飾演）在建案工地門口做畫，可是電影版的主題是在2012年，所以這是電影與現實的爭議點。

## 外部連結
- 做工的人的myVideo正版線上看 （页面存档备份，存于）
- 官方网站—公視